# Cornelis Droochsloot

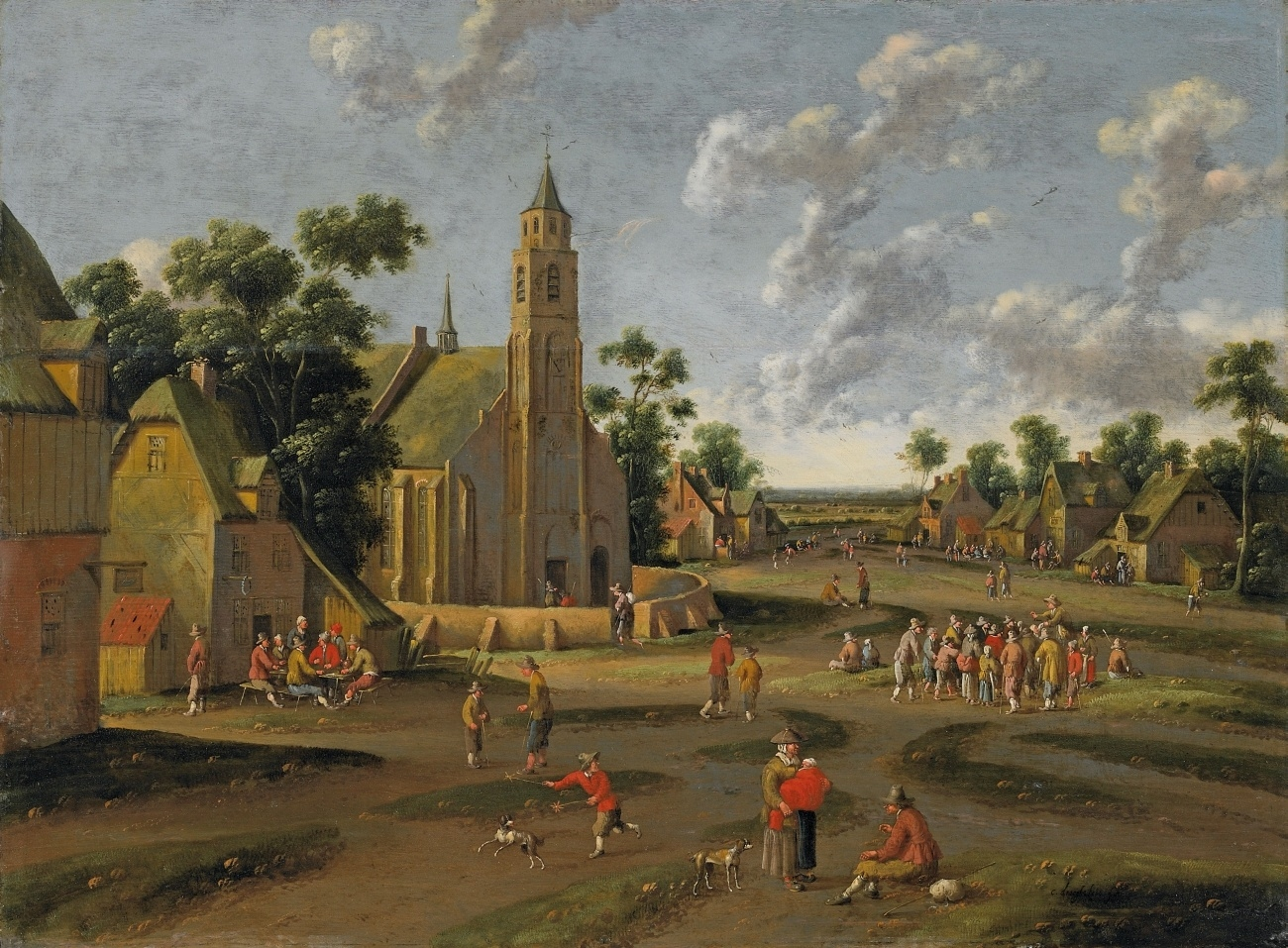
Dorpsgezicht, ca. 1660

Cornelis Droochsloot (Utrecht 1640 - na 1673) was een Nederlands kunstschilder uit de periode van de barok. Hij vervaardigde landschappen en genrestukken met taferelen over het boerenleven.
Droochsloot was de zoon van de schilder Joost Cornelisz. Droochsloot, die ook zijn leermeester was. Hij werd in Utrecht gedoopt op 29 november 1640. Hij was actief in de periode 1655 - 1673. Zijn exacte overlijdensdatum is niet bekend. Het werk van Cornelis is nauwelijks te onderscheiden van dat van zijn vader.